# Alejo Mabanag
Alejo Mabanag (San Fernando, 14 juli 1886 - ?) was een Filipijns politicus.

## Biografie
Alejo Mabanag werd geboren op 14 juli 1886 in San Fernando in de Filipijnse provincie La Union. Zijn ouders waren Liberato Mabanag  en Manuela Ragajo. Mabanag behaalde in 1908 een Bachelor of Arts-diploma aan de University of Santo Tomas. In 1912 voltooide hij een bachelor-opleiding aan La Jurisprudencia. Datzelfde jaar slaagde hij met de op een na beste score tevens voor het toelatingsexamen voor de Filipijnse balie. Gedurende zijn studietijd werkte Mabanag van 1903 tot 1912 als klerk voor het Executive Bureau. Na zijn afstuderen begon hij een advocatenkantoor in Lingayen. Hij maakte als advocaat naam met rechtszaken tegen prominente provinciegenoten
In 1916 begon zijn politieke carrière met een verkiezing tot raadslid van Lingayen. Bij de verkiezingen van 1922 werd hij als Democrata gekozen tot senator namens het tweede kiesdistrict. Er werd protest aangetekend tegen de verkiezingsuitslag, maar na ingrijpen van Manuel Quezon bleef de uitslag ongewijzigd. In 1931 werd Mabanag herkozen als senator. Zijn tweede termijn als senator duurde tot de Senaat werd opgeheven en vervangen door de Nationale Assemblee. In 1938 werd hij door president Manuel Quezon benoemd tot rechter van het Court of First Instance in Iloilo. Nog datzelfde jaar volgde een benoeming tot fiscal (openbaar aanklager) van de stad Manilla. Deze functie bekleedde hij tot 1945.
Nadat de Filipijnen kort na Tweede Wereldoorlog hun onafhankelijkheid verkregen werd Mabanag bij verkiezingen van 1946 gekozen in de Senaat van de Filipijnen. Drie jaar later slaagde hij er in niet herkozen te worden, maar bij de verkiezingen van 1953 won Mabanag opnieuw een termijn in de Senaat. In deze periode in de Senaat was hij voorzitter van de Commissie voor Publieke Werken en Communicatie. Na zijn laatste termijn als senator was hij van 14 juli 1959 tot 31 december 1961 minister van justitie in het kabinet van president Carlos Garcia.
Mabanag was getrouwd met Esperenza Ramirez. Na haar overlijden hertrouwde hij met Jacoba Ramirez